# Einband-Europameisterschaft 2013

Logo CEB (ausrichtender Verband)

Veranstaltungsort: Brandenburg / Havel

Die Einband-Europameisterschaft 2013 war das 60. Turnier in dieser Disziplin des Karambolagebillards und fand vom 16. bis zum 17. April 2013 in Brandenburg an der Havel statt. Es war die zehnte Einband-Europameisterschaft in Deutschland.

## Geschichte
Ab 2013 wird die Europameisterschaft nicht mehr als Einzelturnier veranstaltet, sondern bei einer Multi-Europameisterschaft bei der alle Disziplinen des Karambolsports ausgetragen werden. Diese Meisterschaft findet im zwei Jahresrhythmus statt.
Bereits zum achten Mal stand der Belgier Frédéric Caudron im Einband ganz oben auf dem Siegerpodest bei Einband-Europameisterschaften. Im Finale gegen den Franzosen Bernard Villiers gab es einen deutlichen 150:71-Erfolg in elf Aufnahmen. Alle Turnierbestleistungen lieferte aber der Niederländer Jean Paul de Bruijn ab, der zusammen mit Alain Rémond Dritter wurde.

## Modus
Gespielt wurde in acht Gruppen à 3 Teilnehmer. Die Gruppensieger qualifizierten sich für das Viertelfinale. Es wurde komplett bis 120 Punkte gespielt. Platz drei wurde nicht ausgespielt.
Die Qualifikationsgruppen wurden nach Rangliste gesetzt. Es gab außer dem Titelverteidiger keine gesetzten Spieler mehr für das Hauptturnier.
1. MP = Matchpunkte
2. GD = Generaldurchschnitt
3. HS = Höchstserie

## Gruppenphase
| MP    | Match Points (Sieger = 2; Unentschieden = 1; Verlierer = 0) |
| Pkte. | Erzielte Karambolagen                                       |
| Aufn. | Benötigte Versuche                                          |
| GD    | Generaldurchschnitt                                         |
| BED   | Bester Einzeldurchschnitt eines Spielers                    |
| HS    | Höchstserie                                                 |
|       | Bester GD des Turniers                                      |
|       | Bester ED des Turniers                                      |
|       | Beste HS des Turniers                                       |
|       | 1. Platz (Gold)                                             |
|       | 2. Platz (Silber)                                           |
|       | 3. Platz (Bronze)                                           |

| Abschlusstabelle Gruppe A | Abschlusstabelle Gruppe A | Abschlusstabelle Gruppe A | Abschlusstabelle Gruppe A | Abschlusstabelle Gruppe A | Abschlusstabelle Gruppe A | Abschlusstabelle Gruppe A | Abschlusstabelle Gruppe A |
| Platz                     | Name                      | MP                        | Pkt.                      | Aufn.                     | GD                        | BED                       | HS                        |
| ------------------------- | ------------------------- | ------------------------- | ------------------------- | ------------------------- | ------------------------- | ------------------------- | ------------------------- |
| 1                         | Frédéric Caudron          | 4:0                       | 240                       | 25                        | 9,60                      | 15,00                     | 38                        |
| 2                         | Dieter Steinberger        | 2:2                       | 215                       | 34                        | 6,32                      | 7,05                      | 50                        |
| 3                         | Nicolas Gerassimopoulos   | 0:4                       | 122                       | 35                        | 4,88                      | –                         | 34                        |

| Abschlusstabelle Gruppe B | Abschlusstabelle Gruppe B | Abschlusstabelle Gruppe B | Abschlusstabelle Gruppe B | Abschlusstabelle Gruppe B | Abschlusstabelle Gruppe B | Abschlusstabelle Gruppe B | Abschlusstabelle Gruppe B |
| Platz                     | Name                      | MP                        | Pkt.                      | Aufn.                     | GD                        | BED                       | HS                        |
| ------------------------- | ------------------------- | ------------------------- | ------------------------- | ------------------------- | ------------------------- | ------------------------- | ------------------------- |
| 1                         | Jean Paul de Bruijn       | 2:2                       | 170                       | 10                        | 17,00                     | 24,00                     | 60                        |
| 2                         | Marek Faus                | 2:2                       | 224                       | 21                        | 10,66                     | 24,00                     | 46                        |
| 3                         | Jacky Justice             | 2:2                       | 149                       | 21                        | 7,09                      | –                         | 31                        |

| Abschlusstabelle Gruppe C | Abschlusstabelle Gruppe C | Abschlusstabelle Gruppe C | Abschlusstabelle Gruppe C | Abschlusstabelle Gruppe C | Abschlusstabelle Gruppe C | Abschlusstabelle Gruppe C | Abschlusstabelle Gruppe C |
| Platz                     | Name                      | MP                        | Pkt.                      | Aufn.                     | GD                        | BED                       | HS                        |
| ------------------------- | ------------------------- | ------------------------- | ------------------------- | ------------------------- | ------------------------- | ------------------------- | ------------------------- |
| 1                         | Michel van Silfhout       | 4:0                       | 240                       | 22                        | 10,90                     | 17,14                     | 66                        |
| 2                         | Grégory le Deventec       | 2:2                       | 176                       | 22                        | 8,00                      | 17,14                     | 82                        |
| 3                         | Juan Espinasa             | 0:4                       | 64                        | 14                        | 4,57                      | –                         | 19                        |

| Abschlusstabelle Gruppe D | Abschlusstabelle Gruppe D | Abschlusstabelle Gruppe D | Abschlusstabelle Gruppe D | Abschlusstabelle Gruppe D | Abschlusstabelle Gruppe D | Abschlusstabelle Gruppe D | Abschlusstabelle Gruppe D |
| Platz                     | Name                      | MP                        | Pkt.                      | Aufn.                     | GD                        | BED                       | HS                        |
| ------------------------- | ------------------------- | ------------------------- | ------------------------- | ------------------------- | ------------------------- | ------------------------- | ------------------------- |
| 1                         | Xavier Gretillat          | 4:0                       | 240                       | 20                        | 12,00                     | 24,00                     | 66                        |
| 2                         | Bernard Baudoin           | 2:2                       | 186                       | 29                        | 6,41                      | 8,00                      | 34                        |
| 3                         | Paulo Andrade             | 0:4                       | 154                       | 39                        | 3,94                      | –                         | 18                        |

| Abschlusstabelle Gruppe E | Abschlusstabelle Gruppe E | Abschlusstabelle Gruppe E | Abschlusstabelle Gruppe E | Abschlusstabelle Gruppe E | Abschlusstabelle Gruppe E | Abschlusstabelle Gruppe E | Abschlusstabelle Gruppe E |
| Platz                     | Name                      | MP                        | Pkt.                      | Aufn.                     | GD                        | BED                       | HS                        |
| ------------------------- | ------------------------- | ------------------------- | ------------------------- | ------------------------- | ------------------------- | ------------------------- | ------------------------- |
| 1                         | Alain Rémond              | 4:0                       | 240                       | 32                        | 7,50                      | 12,00                     | 41                        |
| 2                         | Wolfgang Zenkner          | 2:2                       | 210                       | 20                        | 10,50                     | 12,00                     | 46                        |
| 3                         | Tamas Szolnoki            | 0:4                       | 108                       | 32                        | 3,37                      | –                         | 18                        |

| Abschlusstabelle Gruppe F | Abschlusstabelle Gruppe F | Abschlusstabelle Gruppe F | Abschlusstabelle Gruppe F | Abschlusstabelle Gruppe F | Abschlusstabelle Gruppe F | Abschlusstabelle Gruppe F | Abschlusstabelle Gruppe F |
| Platz                     | Name                      | MP                        | Pkt.                      | Aufn.                     | GD                        | BED                       | HS                        |
| ------------------------- | ------------------------- | ------------------------- | ------------------------- | ------------------------- | ------------------------- | ------------------------- | ------------------------- |
| 1                         | Torbjörn Blomdahl         | 4:0                       | 240                       | 13                        | 18,46                     | 24,00                     | 69                        |
| 2                         | Esteve Mata               | 2:2                       | 166                       | 20                        | 8,30                      | 10,00                     | 32                        |
| 3                         | Xavier le Roy             | 0:4                       | 117                       | 17                        | 6,88                      | –                         | 55                        |

| Abschlusstabelle Gruppe G | Abschlusstabelle Gruppe G | Abschlusstabelle Gruppe G | Abschlusstabelle Gruppe G | Abschlusstabelle Gruppe G | Abschlusstabelle Gruppe G | Abschlusstabelle Gruppe G | Abschlusstabelle Gruppe G |
| Platz                     | Name                      | MP                        | Pkt.                      | Aufn.                     | GD                        | BED                       | HS                        |
| ------------------------- | ------------------------- | ------------------------- | ------------------------- | ------------------------- | ------------------------- | ------------------------- | ------------------------- |
| 1                         | Peter de Backer           | 4:0                       | 240                       | 14                        | 17,14                     | 20,00                     | 44                        |
| 2                         | Laurent Guenet            | 2:2                       | 203                       | 29                        | 7,00                      | 5,71                      | 34                        |
| 3                         | José Albert               | 0:4                       | 155                       | 27                        | 5,74                      | –                         | 35                        |

| Abschlusstabelle Gruppe H | Abschlusstabelle Gruppe H | Abschlusstabelle Gruppe H | Abschlusstabelle Gruppe H | Abschlusstabelle Gruppe H | Abschlusstabelle Gruppe H | Abschlusstabelle Gruppe H | Abschlusstabelle Gruppe H |
| Platz                     | Name                      | MP                        | Pkt.                      | Aufn.                     | GD                        | BED                       | HS                        |
| ------------------------- | ------------------------- | ------------------------- | ------------------------- | ------------------------- | ------------------------- | ------------------------- | ------------------------- |
| 1                         | Bernard Villiers          | 4:0                       | 240                       | 33                        | 7,27                      | 8,00                      | 37                        |
| 2                         | Arnim Kahofer             | 2:2                       | 238                       | 40                        | 5,95                      | 5,45                      | 44                        |
| 3                         | Gerhard Ralis             | 0:4                       | 147                       | 37                        | 3,97                      | –                         | 22                        |

## KO-Phase
|  | Viertelfinale Spiel bis 120 Punkte | Viertelfinale Spiel bis 120 Punkte | Viertelfinale Spiel bis 120 Punkte | Viertelfinale Spiel bis 120 Punkte | Viertelfinale Spiel bis 120 Punkte | Viertelfinale Spiel bis 120 Punkte |                     |                  | Halbfinale Spiel bis 120 Punkte | Halbfinale Spiel bis 120 Punkte | Halbfinale Spiel bis 120 Punkte | Halbfinale Spiel bis 120 Punkte | Halbfinale Spiel bis 120 Punkte | Halbfinale Spiel bis 120 Punkte |      |       | Finale Spiel bis 120 Punkte | Finale Spiel bis 120 Punkte | Finale Spiel bis 120 Punkte | Finale Spiel bis 120 Punkte | Finale Spiel bis 120 Punkte | Finale Spiel bis 120 Punkte |
|  |                                    |                                    |                                    |                                    |                                    |                                    |                     |                  |                                 |                                 |                                 |                                 |                                 |                                 |      |       |                             |                             |                             |                             |                             |                             |
|  |                                    | MP                                 | Pkt.                               | Aufn.                              | GD                                 | HS                                 |                     |                  |                                 |                                 |                                 |                                 |                                 |                                 |      |       |                             |                             |                             |                             |                             |                             |
|  |                                    | MP                                 | Pkt.                               | Aufn.                              | GD                                 | HS                                 |                     |                  |                                 |                                 |                                 |                                 |                                 |                                 |      |       |                             |                             |                             |                             |                             |                             |
|  | Torbjörn Blomdahl                  | 0                                  | 30                                 | 2                                  | 15,00                              | 17                                 |                     |                  |                                 |                                 |                                 |                                 |                                 |                                 |      |       |                             |                             |                             |                             |                             |                             |
|  | Torbjörn Blomdahl                  | 0                                  | 30                                 | 2                                  | 15,00                              | 17                                 |                     | MP               | Pkt.                            | Aufn.                           | GD                              | HS                              |                                 |                                 |      |       |                             |                             |                             |                             |                             |                             |
|  | Jean Paul de Bruijn                | 2                                  | 120                                | 2                                  | 60,00                              | 111                                |                     | MP               | Pkt.                            | Aufn.                           | GD                              | HS                              |                                 |                                 |      |       |                             |                             |                             |                             |                             |                             |
|  | Jean Paul de Bruijn                | 2                                  | 120                                | 2                                  | 60,00                              | 111                                | Jean Paul de Bruijn | 0                | 40                              | 6                               | 6,66                            | 24                              |                                 |                                 |      |       |                             |                             |                             |                             |                             |                             |
|  |                                    | MP                                 | Pkt.                               | Aufn.                              | GD                                 | HS                                 | Jean Paul de Bruijn | 0                | 40                              | 6                               | 6,66                            | 24                              |                                 |                                 |      |       |                             |                             |                             |                             |                             |                             |
|  |                                    | MP                                 | Pkt.                               | Aufn.                              | GD                                 | HS                                 |                     | Frédéric Caudron | 2                               | 120                             | 6                               | 20,00                           | 39                              |                                 |      |       |                             |                             |                             |                             |                             |                             |
|  | Michel van Silfhout                | 0                                  | 65                                 | 9                                  | 7,22                               | 28                                 |                     | Frédéric Caudron | 2                               | 120                             | 6                               | 20,00                           | 39                              |                                 |      |       |                             |                             |                             |                             |                             |                             |
|  | Michel van Silfhout                | 0                                  | 65                                 | 9                                  | 7,22                               | 28                                 |                     |                  |                                 |                                 |                                 |                                 |                                 | MP                              | Pkt. | Aufn. | GD                          | HS                          |                             |                             |                             |                             |
|  | Frédéric Caudron                   | 2                                  | 120                                | 9                                  | 13,33                              | 39                                 |                     |                  |                                 |                                 |                                 |                                 |                                 | MP                              | Pkt. | Aufn. | GD                          | HS                          |                             |                             |                             |                             |
|  | Frédéric Caudron                   | 2                                  | 120                                | 9                                  | 13,33                              | 39                                 | Frédéric Caudron    | 2                | 120                             | 11                              | 10,90                           | 33                              |                                 |                                 |      |       |                             |                             |                             |                             |                             |                             |
|  |                                    | MP                                 | Pkt.                               | Aufn.                              | GD                                 | HS                                 | Frédéric Caudron    | 2                | 120                             | 11                              | 10,90                           | 33                              |                                 |                                 |      |       |                             |                             |                             |                             |                             |                             |
|  |                                    | MP                                 | Pkt.                               | Aufn.                              | GD                                 | HS                                 |                     | Bernard Villiers | 0                               | 71                              | 11                              | 6,45                            | 25                              |                                 |      |       |                             |                             |                             |                             |                             |                             |
|  | Xavier Gretillat                   | 0                                  | 120/0                              | 17                                 | 7,05                               | 46                                 |                     | Bernard Villiers | 0                               | 71                              | 11                              | 6,45                            | 25                              |                                 |      |       |                             |                             |                             |                             |                             |                             |
|  | Xavier Gretillat                   | 0                                  | 120/0                              | 17                                 | 7,05                               | 46                                 |                     | MP               | Pkt.                            | Aufn.                           | GD                              | HS                              |                                 |                                 |      |       |                             |                             |                             |                             |                             |                             |
|  | Alain Rémond                       | 2                                  | 120/12                             | 17                                 | 7,05                               | 30                                 |                     | MP               | Pkt.                            | Aufn.                           | GD                              | HS                              |                                 |                                 |      |       |                             |                             |                             |                             |                             |                             |
|  | Alain Rémond                       | 2                                  | 120/12                             | 17                                 | 7,05                               | 30                                 | Alain Rémond        | 0                | 48                              | 11                              | 4,63                            | 30                              |                                 |                                 |      |       |                             |                             |                             |                             |                             |                             |
|  |                                    | MP                                 | Pkt.                               | Aufn.                              | GD                                 | HS                                 | Alain Rémond        | 0                | 48                              | 11                              | 4,63                            | 30                              |                                 |                                 |      |       |                             |                             |                             |                             |                             |                             |
|  |                                    | MP                                 | Pkt.                               | Aufn.                              | GD                                 | HS                                 |                     | Bernard Villiers | 2                               | 120                             | 11                              | 10,90                           | 46                              |                                 |      |       |                             |                             |                             |                             |                             |                             |
|  | Bernard Villiers                   | 2                                  | 120                                | 11                                 | 10,90                              | 34                                 |                     | Bernard Villiers | 2                               | 120                             | 11                              | 10,90                           | 46                              |                                 |      |       |                             |                             |                             |                             |                             |                             |
|  | Bernard Villiers                   | 2                                  | 120                                | 11                                 | 10,90                              | 34                                 |                     |                  |                                 |                                 |                                 |                                 |                                 |                                 |      |       |                             |                             |                             |                             |                             |                             |
|  | Peter de Backer                    | 0                                  | 107                                | 11                                 | 9,72                               | 46                                 |                     |                  |                                 |                                 |                                 |                                 |                                 |                                 |      |       |                             |                             |                             |                             |                             |                             |
|  | Peter de Backer                    | 0                                  | 107                                | 11                                 | 9,72                               | 46                                 |                     |                  |                                 |                                 |                                 |                                 |                                 |                                 |      |       |                             |                             |                             |                             |                             |                             |

## Abschlusstabelle
| MP    | Match Points (Sieger = 2; Unentschieden = 1; Verlierer = 0) |
| Pkte. | Erzielte Karambolagen                                       |
| Aufn. | Benötigte Versuche                                          |
| GD    | Generaldurchschnitt                                         |
| BED   | Bester Einzeldurchschnitt eines Spielers                    |
| HS    | Höchstserie                                                 |
|       | Bester GD des Turniers                                      |
|       | Bester ED des Turniers                                      |
|       | Beste HS des Turniers                                       |
|       | 1. Platz (Gold)                                             |
|       | 2. Platz (Silber)                                           |
|       | 3. Platz (Bronze)                                           |

| Phase                     | Platz | Name                    | MP   | Pkt. | Aufn. | GD    | BED   | HS  |
| ------------------------- | ----- | ----------------------- | ---- | ---- | ----- | ----- | ----- | --- |
| Finale                    | 1     | Frédéric Caudron        | 10:0 | 600  | 51    | 11,76 | 20,00 | 39  |
| Finale                    | 2     | Bernard Villiers        | 8:2  | 551  | 66    | 8,34  | 10,90 | 46  |
| Halb- finale              | 3     | Alain Rémond            | 6:2  | 408  | 60    | 6,80  | 12,00 | 41  |
| Halb- finale              | 3     | Jean Paul de Bruijn     | 4:4  | 330  | 18    | 18,33 | 60,00 | 111 |
| Viertel- finale           | 5     | Torbjörn Blomdahl       | 4:2  | 270  | 15    | 18,00 | 24,00 | 69  |
| Viertel- finale           | 6     | Peter de Backer         | 4:2  | 347  | 25    | 13,88 | 20,00 | 46  |
| Viertel- finale           | 7     | Xavier Gretillat        | 4:2  | 360  | 37    | 9,72  | 24,00 | 66  |
| Viertel- finale           | 8     | Michel van Silfhout     | 4:2  | 305  | 31    | 9,83  | 17,14 | 26  |
| Gruppen- phase            | 9     | Marek Faus              | 2:2  | 224  | 21    | 10,66 | 24,00 | 46  |
| Gruppen- phase            | 10    | Wolfgang Zenkner        | 2:2  | 210  | 20    | 10,50 | 12,00 | 46  |
| Gruppen- phase            | 11    | Esteve Mata             | 2:2  | 166  | 20    | 8,30  | 10,00 | 32  |
| Gruppen- phase            | 12    | Grégory le Deventec     | 2:2  | 176  | 22    | 8,00  | 17,14 | 82  |
| Gruppen- phase            | 13    | Laurent Guenet          | 2:2  | 203  | 29    | 7,00  | 5,71  | 34  |
| Gruppen- phase            | 14    | Bernard Baudoin         | 2:2  | 186  | 29    | 6,41  | 8,00  | 34  |
| Gruppen- phase            | 15    | Dieter Steinberger      | 2:2  | 215  | 34    | 6,32  | 7,05  | 50  |
| Gruppen- phase            | 16    | Arnim Kahofer           | 2:2  | 238  | 40    | 5,95  | 5,45  | 44  |
| Gruppen- phase            | 17    | Jacky Justice           | 2:2  | 149  | 21    | 7,09  | –     | 31  |
| Gruppen- phase            | 18    | Xavier le Roy           | 0:4  | 117  | 17    | 6,88  | –     | 55  |
| Gruppen- phase            | 19    | José Albert             | 0:4  | 155  | 27    | 5,74  | –     | 35  |
| Gruppen- phase            | 20    | Nicolas Gerassimopoulos | 0:4  | 122  | 35    | 4,88  | –     | 34  |
| Gruppen- phase            | 21    | Juan Espinasa           | 0:4  | 64   | 14    | 4,57  | –     | 19  |
| Gruppen- phase            | 22    | Gerhard Ralis           | 0:4  | 147  | 37    | 3,97  | –     | 22  |
| Gruppen- phase            | 23    | Paulo Andrade           | 0:4  | 154  | 39    | 3,94  | –     | 18  |
| Gruppen- phase            | 24    | Tamas Szolnoki          | 0:4  | 108  | 32    | 3,37  | –     | 18  |
| Turnierdurchschnitt: 7,97 |       |                         |      |      |       |       |       |     |